# Synoza floccosa
Synoza floccosa är en insektsart som beskrevs av Ferris 1928. Synoza floccosa ingår i släktet Synoza och familjen Carsidaridae. Inga underarter finns listade i Catalogue of Life.